# Bactris balanophora
Bactris balanophora är en enhjärtbladig växtart som beskrevs av Richard Spruce. Bactris balanophora ingår i släktet Bactris och familjen Arecaceae. Inga underarter finns listade i Catalogue of Life.